# Celia Dale
Celia Dale (geboren  15. Januar 1912 in Kingston; gestorben 31. Dezember 2011 in London) war eine britische Schriftstellerin.

## Leben
Celia Majorie Dale war eine Tochter des Schauspielers James Dale (1887–1985) und der Schauspielerin Marguerite Adamson. Die Schriftstellerin Sarah Harrison, geboren 1946, war eine Cousine. 
Dale schrieb im Daily Express und dessen Sonntagsausgabe unter anderem Rezensionen. Eine Zeitlang arbeitete sie als Assistentin für die Schriftstellerin Rumer Godden. Sie heiratete 1937 den Literaturkritiker und Journalisten Guy Ramsey (1900–1959), sie hatten einen Sohn.
Dales erster Roman The Least of These erschien 1943. Sie veröffentlichte dreizehn Kriminalromane und einen Band Kurzgeschichten. Der Roman A Spring of Love wurde 1983 von der BBC für das Fernsehen adaptiert. Ihre Short Story Lines of Communication wurde 1986 von der Crime Writers' Association ausgezeichnet. Sie war Mitglied des Detection Club.

## Werke (Auswahl)
- The Least of These (1943)
- To Hold the Mirror (1946)
- The Dry Land (1952)
- The Wooden O (1953)
- Trial of Strength (1955)
- A Spring of Love (1960)
- Other People (1964)
- A Helping Hand (1966); with an introduction by Jenn Ashworth, London : Daunt Books, 2022, ISBN 978-1-914198-33-5
  - Mörderische Gastfreundschaft. Übersetzung Sonja Hauser. Zürich: Dörlemann 2024; ISBN 978-3-03820-145-8
- Act of Love (1969)
- A Dark Corner (1971)
  - Ein ehrbares Ehepaar. Übersetzung Sonja Hauser. München: Droemer Knaur, 1992
- The Innocent Party (1973)
- Helping with Inquiries (1979) (auch: The Deception)
  - Ein unauffälliger Ehemann. Übersetzung Sonja Hauser. München: Droemer Knaur, 1996
- A Personal Call (Short Stories, 1986)
  - Ein natürlicher Tod. Übersetzung Sonja Hauser. München: Droemer Knaur, 1994
- Sheep's Clothing (1988)
  - Wölfin im Schafspelz. Übersetzung Sonja Hauser. München: Droemer Knaur, 1992
- Ein Platz für reiche Damen. Übersetzung Sonja Hauser. München: Droemer Knaur, 1993[2]